# Luca Lucchini
Luca Lucchini (Montagnola, 1720 circa – Montagnola, 1788 circa) è stato un architetto svizzero-italiano.

## Biografia
Figlio di Francesco, segue fin dall'inizio il padre e lo zio Luca a Bergamo per apprendere i rudimenti del mestiere. Sposatosi con Domenica Boscaroli, ebbe fra i suoi figli Giovanni Francesco Lucchini, nato nel 1755.

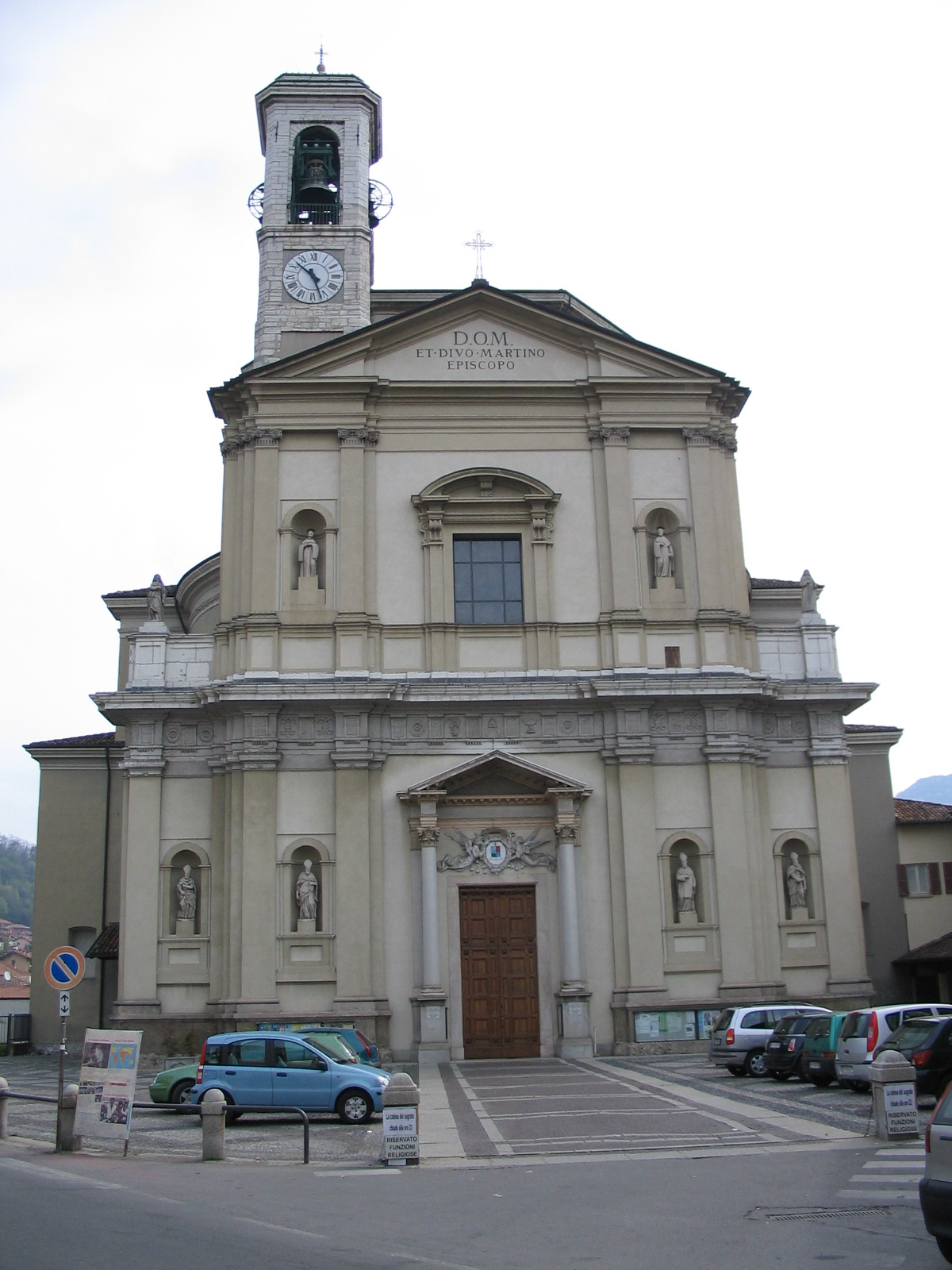
Nembro: Chiesa di San Martino di Tours

Nel 1749 progetta la chiesa di San Zenone a Cene; nel 1752 la chiesa di San Martino di Tours a Nembro.
Lavora all'ampliamento della chiesa di San Lorenzo a Fraine; nel 1769 progetta la Chiesa di San Lorenzo a Mologno; nel 1781 è nominato direttore della fabbrica della Chiesa di San Michele ad Arcene. Nel 1785 progetta l'ampliamento della chiesa di San Lorenzo Martire a Ghisalba.

## Bibliografia

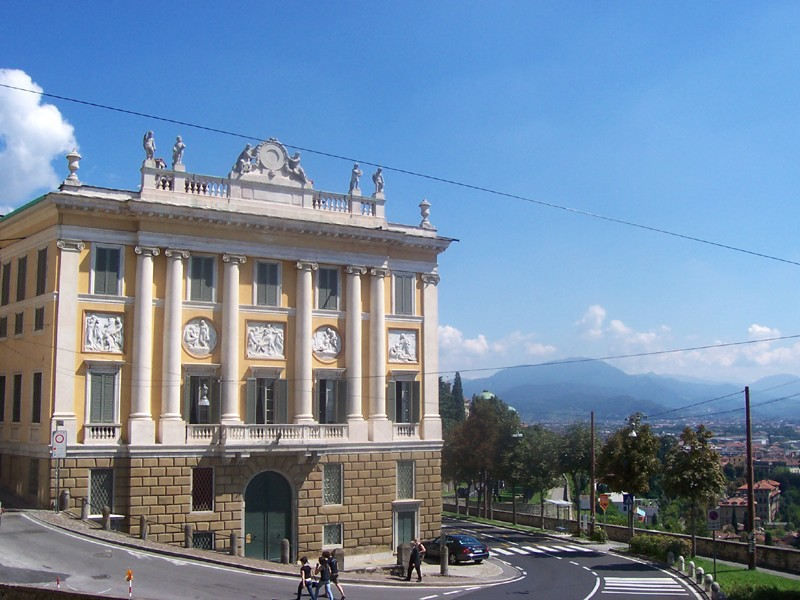
Palazzo Vailetti Medolago Albani